# 崔木镇
崔木镇，是中华人民共和国陕西省宝鸡市麟游县下辖的一个乡镇级行政单位。

## 行政区划
崔木镇下辖以下地区：
崔木村、木龙盘村、张家川村、杨家堡村、北王村、花园村、杨家沟村、洪泉村、菜子沟村、下王村、对落沟村、三义村、合阳村、河西村和富家坪村。